# Platonic Sex
Platonic Sex (プラトニック・セックス?, Puratonikku sekkusu) è un romanzo autobiografico di Ai Iijima. Pubblicato originariamente nel 2000 dall'editore Shogakukan, è stato importato in Italia da Rizzoli nel 2005. L'opera, è per stessa ammissione dell'autrice la rielaborazione in breve di alcuni frammenti del proprio diario privato.

## Trama
Fin dalla prima infanzia Matsue Okubo ha avuto un rapporto difficile coi genitori e con la scuola: le incomprensioni e l'insofferenza l'hanno portata a scappare di casa giovanissima, a quattordici anni. Affascinata dalla vita notturna di Tokyo inizia una vita precaria, fatta di feste in discoteca e continui cambi di residenza, ospitata di volta in volta da amiche, conoscenti e partner.
Quando infine approda nel mondo delle hostess, avviene la svolta: preso il nome di Ai, la giovane cambia definitivamente vita iniziando a guadagnarsi da vivere nei club di Roppongi e Ginza.
Quando, notata da agenti di alcune case cinematografiche pornografiche, decide di entrare nell'industria della pornografia, Ai ammette di essere spinta da problemi finanziari e dal sogno di poter andare un giorno a studiare negli Stati Uniti. Consapevole del successo effimero del settore in cui lavora, Ai accetta poi di lavorare per programmi televisivi per adulti, finendo via via per essere assorbita dal mondo televisivo e diventando infine una personalità dei media.
Infine, grazie alla nuova visibilità di cui gode, si riavvicina alla famiglia.

## Edizioni
- Ai Iijima, Platonic Sex, traduzione di Gianluca Coci, Rizzoli, 2005,  p. 236, ISBN 88-17-00554-1.

## Adattamenti cinematografici
Nel 2001 il romanzo è stato liberamente adattato in un film omonimo con la regia di Masako Matsuura e Saki Kagami nel ruolo di protagonista.